# Olympische Sommerspiele 1960/Schießen
Bei den XVII. Olympischen Sommerspielen 1960 in Rom fanden sechs Wettkämpfe im Sportschießen statt. Austragungsorte waren das Campo di Tiro a volo Lazio (Tontaubenschießen), der Poligono di Cesano (freies Gewehr) und der Poligono di Tiro Umberto I (übrige Disziplinen).

## Bilanz

### Medaillenspiegel
| Platz  | Land               | Gold | Silber | Bronze | Gesamt |
| ------ | ------------------ | ---- | ------ | ------ | ------ |
| 1      | Sowjetunion        | 2    | 2      | 3      | 7      |
| 2      | Vereinigte Staaten | 1    | 1      | –      | 2      |
| 3      | Deutschland        | 1    | –      | 1      | 2      |
| 4      | Österreich         | 1    | –      | –      | 1      |
| 4      | Rumänien           | 1    | –      | –      | 1      |
| 6      | Finnland           | –    | 1      | –      | 1      |
| 6      | Italien            | –    | 1      | –      | 1      |
| 6      | Schweiz            | –    | 1      | –      | 1      |
| 9      | Japan              | –    | –      | 1      | 1      |
| 9      | Venezuela          | –    | –      | 1      | 1      |
| Gesamt | Gesamt             | 6    | 6      | 6      | 18     |

### Medaillengewinner
| Disziplin                              | Gold               | Silber                | Bronze              |
| -------------------------------------- | ------------------ | --------------------- | ------------------- |
| Freies Gewehr Dreistellungskampf 300 m | Hubert Hammerer    | Hans Rudolf Spillmann | Wassili Borissow    |
| Kleinkaliber Dreistellungskampf 50 m   | Wiktor Schamburkin | Marat Nyýazow         | Klaus Zähringer     |
| Kleinkaliber liegend 50 m              | Peter Kohnke       | James Hill            | Enrico Forcella     |
| Freie Pistole 50 m                     | Alexei Guschtschin | Machmud Omarow        | Yoshihisa Yoshikawa |
| Schnellfeuerpistole 25 m               | William McMillan   | Pentti Linnosvuo      | Alexander Sabelin   |
| Tontaubenschießen                      | Ion Dumitrescu     | Galliano Rossini      | Sergei Kalinin      |

## Ergebnisse

### Freies Gewehr Dreistellungskampf 300 m

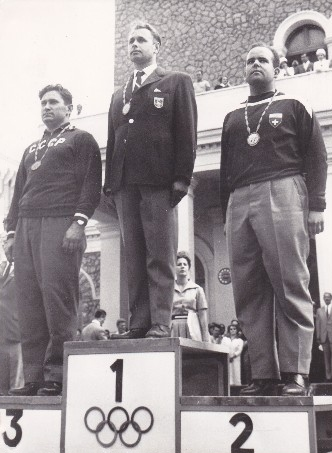
V. l. n. r.: Borissow, Hammerer, Spillmann

| Platz | Land | Sportler              | Punkte |
| ----- | ---- | --------------------- | ------ |
| 1     | AUT  | Hubert Hammerer       | 1129   |
| 2     | SUI  | Hans Rudolf Spillmann | 1127   |
| 3     | URS  | Wassili Borissow      | 1127   |
| 4     | FIN  | Vilho Ylönen          | 1126   |
| 5     | URS  | Moisei Itkis          | 1124   |
| 6     | TCH  | Vladimír Stibořík     | 1123   |
| 7     | USA  | John Foster           | 1121   |
| 8     | HUN  | Sándor Krebs          | 1118   |
|       |      |                       |        |
| 11    | SUI  | August Hollenstein    | 1112   |
| 12    | EUA  | Hans-Joachim Mars     | 1105   |
| 16    | AUT  | Wilhelm Sachsenmaier  | 1098   |

Datum: 3. bis 5. September 1960 

39 Teilnehmer aus 22 Ländern

### Kleinkaliber Dreistellungskampf 50 m
| Platz | Land | Sportler           | Punkte    |
| ----- | ---- | ------------------ | --------- |
| 1     | URS  | Wiktor Schamburkin | 1149 (WR) |
| 2     | URS  | Marat Nyýazow      | 1145      |
| 3     | EUA  | Klaus Zähringer    | 1139      |
| 4     | TCH  | Dušan Houdek       | 1139      |
| 5     | POL  | Jerzy Nowicki      | 1137      |
| 6     | FIN  | Esa Kervinen       | 1137      |
| 7     | USA  | Daniel Puckel      | 1136      |
| 8     | HUN  | János Holup        | 1134      |
| 9     | AUT  | Josef Fröwis       | 1134      |
|       |      |                    |           |
| 11    | AUT  | Hubert Hammerer    | 1132      |
| 17    | SUI  | Kurt Müller        | 1126      |
| 18    | EUA  | Bernd Klingner     | 1123      |
| 22    | SUI  | Hans Schönenberger | 1117      |
| 66    | LIE  | Gustav Kaufmann    | 0507      |
| 67    | LIE  | Quido Wolf         | 0493      |
| 72    | LUX  | Victor Kremer      | 0488      |

Datum: 7. und 8. September 1960 

75 Teilnehmer aus 41 Ländern
Die Schützen waren in zwei Qualifikationsgruppen unterteilt. Ins Finale rückten jeweils die besten 27 vor (insgesamt 54).

### Kleinkaliber liegend 50 m
| Platz | Land | Sportler              | Punkte |
| ----- | ---- | --------------------- | ------ |
| 1     | EUA  | Peter Kohnke          | 590    |
| 2     | USA  | James Hill            | 589    |
| 3     | VEN  | Enrico Forcella       | 587    |
| 4     | URS  | Wassili Borissow      | 586    |
| 5     | GBR  | Arthur Skinner        | 586    |
| 6     | JPN  | Yukio Inokuma         | 586    |
| 7     | USA  | Daniel Puckel         | 585    |
| 8     | BUL  | Martsel Koen          | 585    |
|       |      |                       |        |
| 19    | EUA  | Bernd Klingner        | 582    |
| 32    | SUI  | Hans Rudolf Spillmann | 582    |
| 42    | AUT  | Wilhelm Sachsenmaier  | 582    |
| 49    | SUI  | Hans Schönenberger    | 572    |
| 62    | AUT  | Josef Fröwis          | 378    |
| 72    | LIE  | Quido Wolf            | 374    |
| 76    | LIE  | Gustav Kaufmann       | 374    |
| 78    | LUX  | Victor Kremer         | 364    |

Datum: 9. und 10. September 1960 

85 Teilnehmer aus 45 Ländern

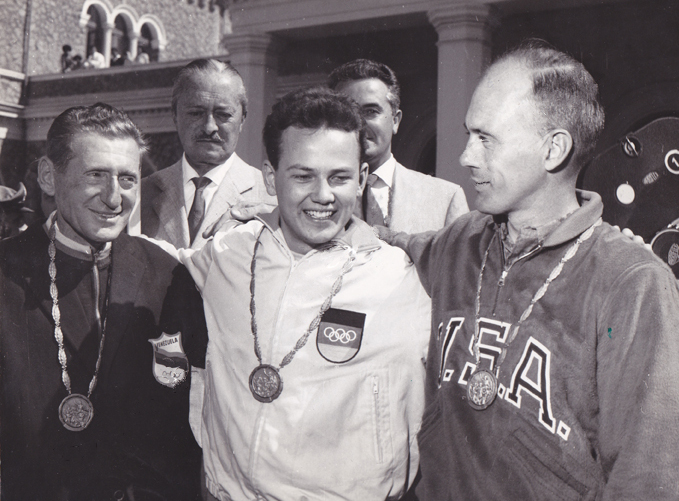
V. l. n. r.: Enrico Forcella, Peter Kohnke, James Hill

Die Schützen waren in zwei Qualifikationsgruppen unterteilt. Ins Finale rückten jeweils die besten 27 vor (insgesamt 54).

### Freie Pistole 50 m

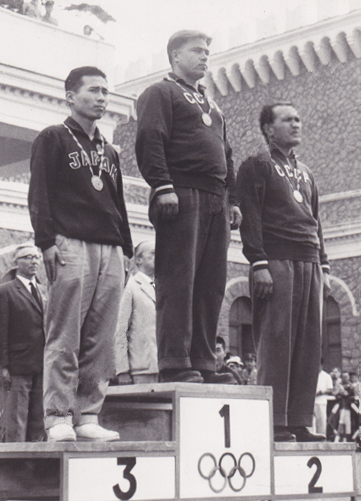
V. l. n. r.: Yoshikawa, Guschtschin, Omarow

| Platz | Land | Sportler            | Punkte |
| ----- | ---- | ------------------- | ------ |
| 1     | URS  | Alexei Guschtschin  | 560    |
| 2     | URS  | Machmud Omarow      | 552    |
| 3     | JPN  | Yoshihisa Yoshikawa | 552    |
| 4     | SWE  | Torsten Ullman      | 550    |
| 5     | POL  | Stanisław Romik     | 548    |
| 6     | SUI  | Albert Späni        | 546    |
| 7     | TCH  | Vladimír Kudrna     | 545    |
| 8     | EUA  | Horst Kadner        | 544    |
|       |      |                     |        |
| 14    | EUA  | Wolfgang Losack     | 538    |
| 19    | SUI  | Frédéric Michel     | 537    |
| 51    | LUX  | François Fug        | 502    |

Datum: 5. und 6. September 1960 

67 Teilnehmer aus 40 Ländern

### Schnellfeuerpistole 25 m
| Platz | Land | Sportler            | Punkte |
| ----- | ---- | ------------------- | ------ |
| 1     | USA  | William McMillan    | 587    |
| 2     | FIN  | Pentti Linnosvuo    | 587    |
| 3     | URS  | Alexander Sabelin   | 587    |
| 4     | SUI  | Hansruedi Schneider | 586    |
| 5     | ROM  | Ștefan Petrescu     | 585    |
| 6     | ROM  | Gavril Maghiar      | 583    |
| 7     | POL  | Czesław Zając       | 582    |
| 8     | TCH  | Jiří Hrneček        | 582    |
|       |      |                     |        |
| 14    | EUA  | Heinz Franke        | 579    |
| 20    | EUA  | Heinrich Gollwitzer | 575    |
| 37    | SUI  | Hans Albrecht       | 563    |

Datum: 8. und 9. September 1960 

57 Teilnehmer aus 35 Ländern

### Tontaubenschießen
| Platz | Land | Sportler               | Punkte |
| ----- | ---- | ---------------------- | ------ |
| 1     | ROM  | Ion Dumitrescu         | 191    |
| 2     | ITA  | Galliano Rossini       | 191    |
| 3     | URS  | Sergei Kalinin         | 190    |
| 4     | USA  | James Clark            | 188    |
| 5     | NOR  | Hans Aasnæs            | 185    |
| 6     | GBR  | Joe Wheater            | 185    |
| 7     | POL  | Adam Smelczyński       | 184    |
| 8     | FRA  | Claude Foussier        | 183    |
|       |      |                        |        |
| 10    | AUT  | Laszlo Szapáry         | 182    |
| 17    | EUA  | Gerhard Aßmus          | 179    |
| 22    | EUA  | Karl-Heinz Kramer      | 177    |
| 27    | SUI  | Pierre-André Flückiger | 173    |
| 28    | AUT  | Franz Sarnitz          | 172    |
|       | LUX  | Marcel Chennaux        | –      |
|       | SUI  | Louis von Sonnenberg   | –      |

Datum: 5. bis 9. September 1960 

66 Teilnehmer aus 38 Ländern

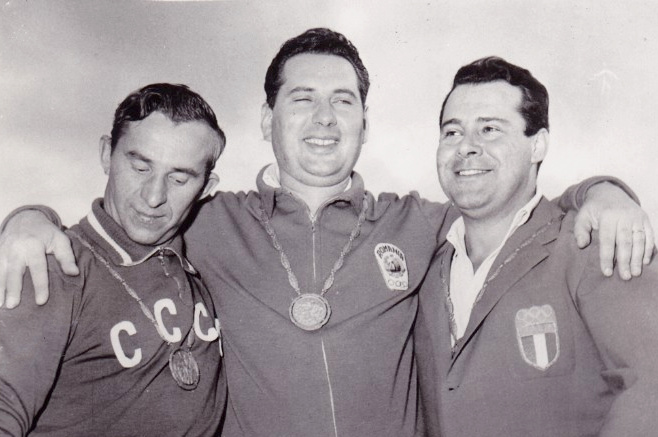
V. l. n. r.: Kalinin, Dumitrescu, Rossini

Die Schützen traten zunächst in einer Qualifikationsrunde gegeneinder an, die 36 Besten zogen ins Finale ein.